# Звіздар (скульптура)
«Звіздар» — скульптурний ансамбль у місті Могильов в Білорусі, що складається із звіздаря, телескопа (який одночасно є гномоном сонячного годинника) та 12 стільців (які слугують за циферблат). Створений у 2003 році, скульптор Володимир Іванович Жбанов.

## Історія створення
Площа Зірок, на якій встановлена скульптурна композиція, створена в сучасному вигляді за ініціативою міської влади у 2003 році як культурно-історичний центр міста. Вона є своєрідною алеєю слави. На вмонтованих у тротуарну плитку 2-метрових кам'яних плитах із зображенням п'ятипроменевої зірки, вписаної в коло, написані імена відомих могилівчан, які залишили свій внесок в історії спорту, музики та науки. Станом на 2019 рік на площі було встановлено 13 зірок і щороку додавалось 1-2 нові зірки.
До 2003 року могилівську площу Зірок прикрашав звичайний сонячний годинник у вигляді нахиленої труби, що проходить через центр циферблату. Міська влада думала над тим, як прикрасити площу, і вирішила збудувати незвичайну скульптуру. Для здійснення задуму був запрошений Володимир Іванович Жбанов, відомий скульптор з Мінська, автор багатьох скульптур, розміщених у різних містах Білорусі. Зокрема, в Могильові встановлені такі роботи Жбанова: «Дівчинка з парасолькою», «Той, що прикурює», «Дама з собачкою».

## Опис пам'ятника
Скульптурна композиція «Звіздар» зроблена з бронзи та складається з 14 об'єктів. Задумливий Звіздар, висотою 7 метрів, сидить на високому стільці і показує пальцем на небо. Поряд з ним стоїть телескоп — це своєрідний гномон сонячного годинника. У сонячний день тінь від телескопа вказує на один із 12-ти стільців, що виконують роль поділок годинника. Кожен зі стільців також відповідає одному з дванадцяти знаків зодіаку.
Щоночі в телескопі вмикається потужний прожектор, спрямований вгору. Сили його променя вистачає на те, щоб із космосу можна було побачити, де розміщене місто Могильов.